# Vavi Johnsson

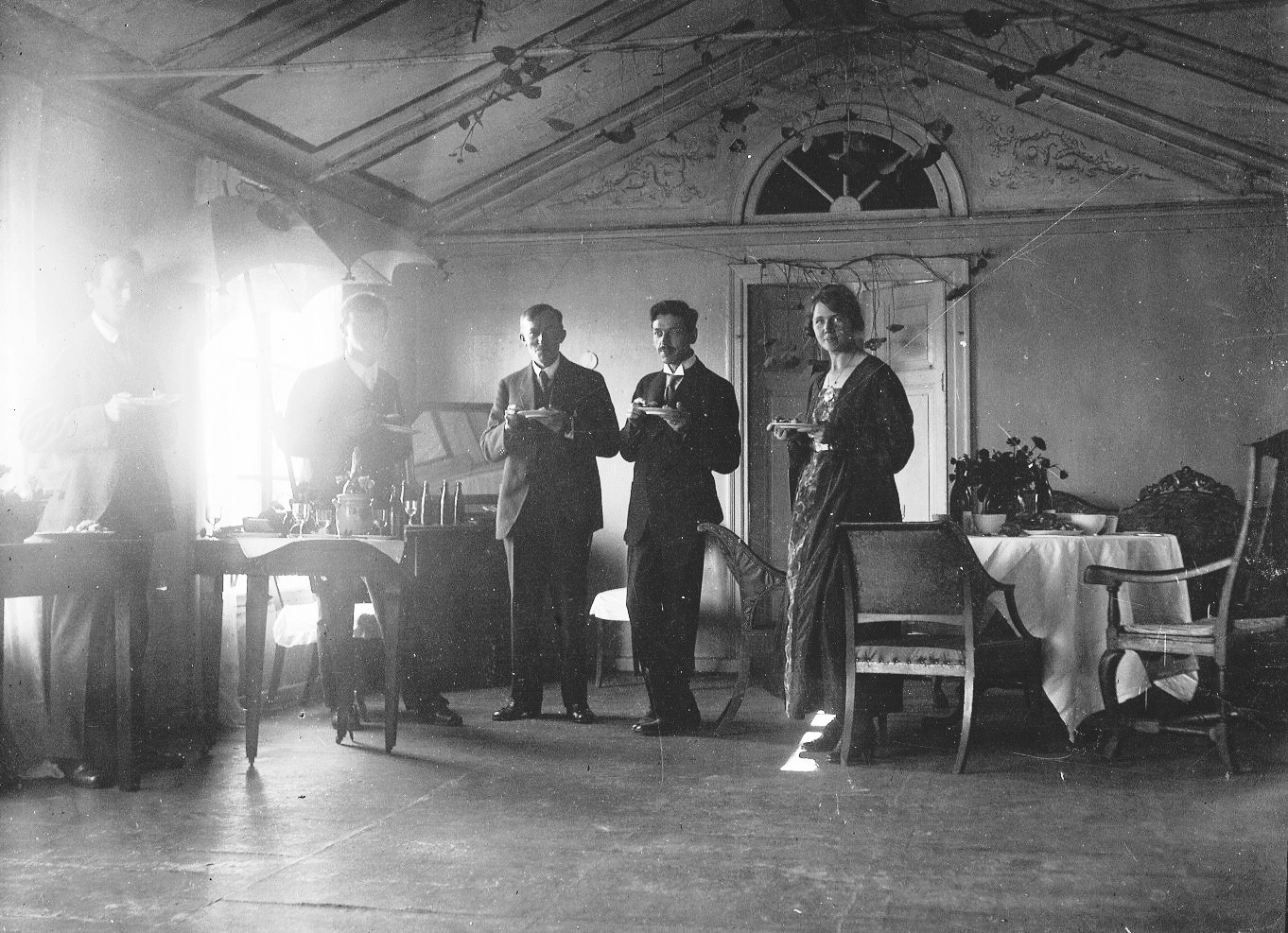
Sjövillan på Smedsudden. Från vänster: Torsten Palm, Alf Munthe, Victor Axelson, Ivar Johnsson och Vavi Johnsson.

Svanhild (Vavi) Elina Maria Schlyter-Johnsson, född Schlyter den 19 juli 1887 i Karlskrona, död den 22 december 1971 i Högalids församling i Stockholm, var en svensk textilkonstnär, teckningslärare, målare och tecknare.
Vavi Johnsson studerade vid Högre konstindustriella skolan i Stockholm 1906–1909 och tjänstgjorde därefter som teckningslärare vid Helsingborgs flickskolor och flickläroverk 1909–1916. Hon medverkade i Skånska konstnärslagets utställning i Helsingborg 1912, Blekingarna på Galerie Moderne, Kyrklig textilkonst på Liljevalchs konsthall och utställningen Svenska akvareller 1925–1947 på Konstakademien, Världsutställningen i Paris 1937 samt i samlingsutställningar arrangerade av Sveriges allmänna konstförening. Bland hennes offentliga arbeten märks ett antependium och altarmatta för Degeberga kyrka, en mässhake för Hudiksvalls kyrka och ett antependium för Mälarhöjdens kyrka. Förutom textil för kyrklig miljö består hennes konst av blomsterstilleben, porträtt och landskapsmålningar.
Vavi Johnsson var dotter till filosofie doktor Gustaf Ragnar Schlyter och Augusta Elisabet Cederberg och från 1912 gift med Ivar Viktor Johnsson. Hon var mor till Tomas Johnsson, syster till Karl, Gustav och Ragnar Schlyter. Makarna Johnsson är gravsatta i Högalids kolumbarium i Stockholm.